# Cassero Senese (Massa Marittima)

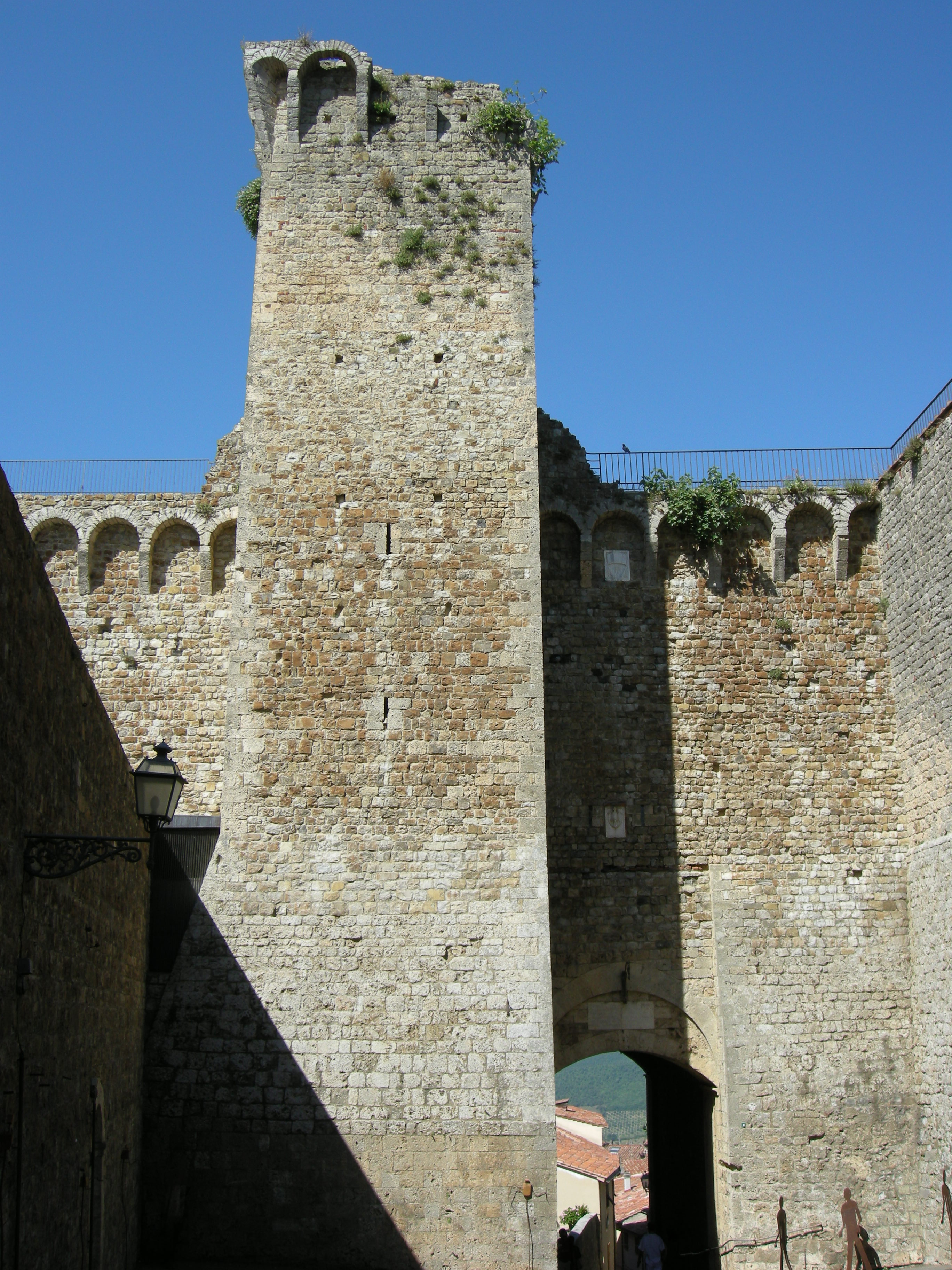
L'interno

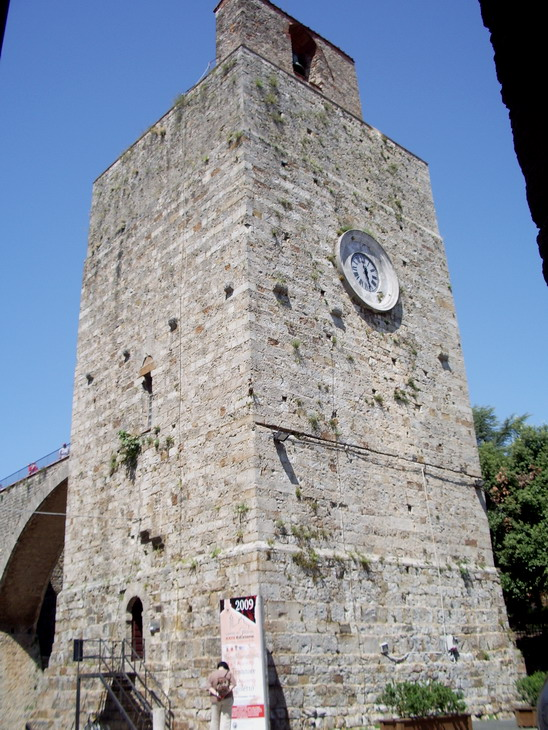
La Torre del Candeliere

Il Cassero Senese di Massa Marittima è una struttura fortificata situata nella parte alta del centro storico dell'omonima località.

## Storia
La fortificazione fu costruita, a più riprese, tra il XIII e il XIV secolo.
I lavori ebbero inizio nel 1228, per delibera del Comune di Massa Marittima, con la realizzazione della Torre dell'Orologio e proseguirono, durante il secolo successivo, con la costruzione della Porta delle Silici e del rimanente complesso fortificato.
Il luogo assunse una rilevanza strategica, dopo che il vicino Castello di Monteregio venne venduto ad alcune locali famiglie; l'intera struttura svolgeva, infatti, funzioni di avvistamento ma anche di difesa ed offesa.
Tuttavia, dal XV secolo in poi, Massa Marittima andò incontro ad una gravissima crisi demografica, protrattasi per alcuni secoli fino all'Ottocento. Tutto ciò, determinò un lento declino del complesso fortificato che, in alcuni punti, mostra ancora i segni del lunghissimo degrado, nonostante i restauri condotti durante il secolo scorso che hanno comunque permesso di riportare l'intera struttura agli antichi splendori.

## Descrizione
Il Cassero Senese di Massa Marittima si presenta come una complessa e articolata struttura fortificata, costituita da una serie di corpi e cortine murarie coronate da archetti ciechi che poggiano su una serie di mensole sporgenti; lungo le cortine sono inclusi anche bastioni e torri.
Il complesso è direttamente unito attraverso un'imponente arcata alla Torre del Candeliere e alla Porta delle Silici, entrambe inglobate nel complesso.

### Torre del Candeliere
La Torre del Candeliere, nota anche come Torre dell'Orologio, si trova in Piazza Matteotti all'inizio della Città Nuova di Massa Marittima.
Fu edificata nei primi decenni del Duecento, parzialmente distrutta dai Senesi durante il secolo successivo, ed è ciò che resta di una preesistente fortezza, oltre ad essere parte integrante delle mura.
La torre si presenta a sezione quadrangolare con basamento a scarpa e pareti rivestite in travertino; l'accesso alla struttura, rientrante nella "Rete museale della Maremma", avviene attraverso una porta al piano rialzato, raggiungibile attraverso una scala che ha sostituito l'originaria rampa esterna. La parete che guarda verso la piazza presenta un orologio a metà altezza, ove è presente anche una serie di piccole caditoie che si trovano anche nella parete dell'ingresso. La parte sommitale culmina con una grossolana e stretta struttura a vela a sezione rettangolare, che si eleva ben oltre l'altezza della torre sullo stesso lato dell'orologio.

### Porta delle Silici
La Porta delle Silici fu realizzata dai Senesi tra il 1335 e il 1337, dopo la conquista del Comune di Massa Marittima.
La struttura è perfettamente inserita lungo le mura ed è completamente rivestita in filaretto di pietra. La parte alta si eleva oltre l'altezza della cortina muraria e presenta una serie di coronamenti ad archetti ciechi poggianti su mensole sporgenti; sopra di essa si elevava una torre, i cui resti sono ben visibili sulla parte sommitale.
Un sistema di doppia porta permette di accedere dalla Città Vecchia  verso la Città Nuova. 
Entrambe le porte sono sormontate da un doppio arco, con quello a tutto sesto posto al di sopra di quello ribassato; tra i due archi è collocato lo stemma bianco e nero di Siena.